# Groote Jonkvrouw bezuidenpolder
De Groote Jonkvrouw bezuidenpolder is een polder tussen IJzendijke en Watervliet, behorende tot de Eiland- en Brandkreekpolders.
De in 1546 bedijkte Jonkvrouwpolder werd door diverse inundaties en overstromingen (1583), en grensvaststellingen (1664), in vier gedeelten gesplitst.
De Jonkvrouw bezuidenpolder, het deel dat ten zuiden van de Passageule was gelegen, werd in 1664 opgedeeld tussen de Noordelijke en de Zuidelijke Nederlanden. Het grootste deel ervan, 174 ha, kwam in de Republiek te liggen en werd de Groote Jonkvrouw bezuidenpolder genoemd. Het deel dat in de Zuidelijke Nederlanden (tegenwoordig: België) kwam te liggen, werd Kleine Jonkvrouw bezuidenpolder of kortweg Jonkvrouwpolder genoemd. Beide delen worden gescheiden door de Vrije Dijk.
De polder wordt begrensd door de Mollekotweg, de Oudemansdijk, de Kasseiweg en Veldzigt. De buurtschappen Balhofstede, Moleke, Veldzicht en Mollekot liggen aan de rand van de polder.